# Коланжело, Брайан
Брайан Коланжело (англ. Bryan Colangelo, родился 1 июня 1965 года) — американский баскетбольный руководитель, в последнее время работавший президентом и генеральным менеджером баскетбольного клуба Национальной баскетбольной ассоциации «Филадельфия Севенти Сиксерс». Сын спортивного магната Джерри Коланжело. Окончил Корнеллский университет, где был членом братства Sigma Chi Fraternity. В 2005 и 2007 году стал менеджером года НБА.

## Биография
Карьеру в НБА Коланджело начал в «Финикс Санз», клубе, которым владел его отец. В нём он проработал 15 лет, 11 из которых на посту генерального менеджера.
В 2018 году был уволен с поста президента по баскетбольным операциям Филадельфия Севенти Сиксерс. Из-за скандала с фейковыми аккаунтами в Твиттере.